# استفتاء الرئاسة السودانية 1971
تم إجراء استفتاء على رئاسة جعفر نميري في السودان في 15 سبتمبر 1971 وجاء ذلك بعد الإطاحة بالرئيس جعفر نميري في انقلاب شيوعي في يوليو وبعدها تمت إعادة تنصيبه وحصل على تأييد 98.6٪ من الناخبين مع نسبة إقبال بلغت 92.9٪. 

## النتائج
| خيار                        | الأصوات | ٪    |
| --------------------------- | ------- | ---- |
| إلى عن على                  | 3839374 | 98.6 |
| ضد                          | 56314   | 1.4  |
| أصوات غير صالحة / فارغة     |         | -    |
| مجموع                       | 3895688 | 100  |
| الناخبين المسجلين / الاقبال | 4191784 | 92.9 |
| المصدر: Nohlen et al.       |         |      |